# Statues-menhirs du groupe corse

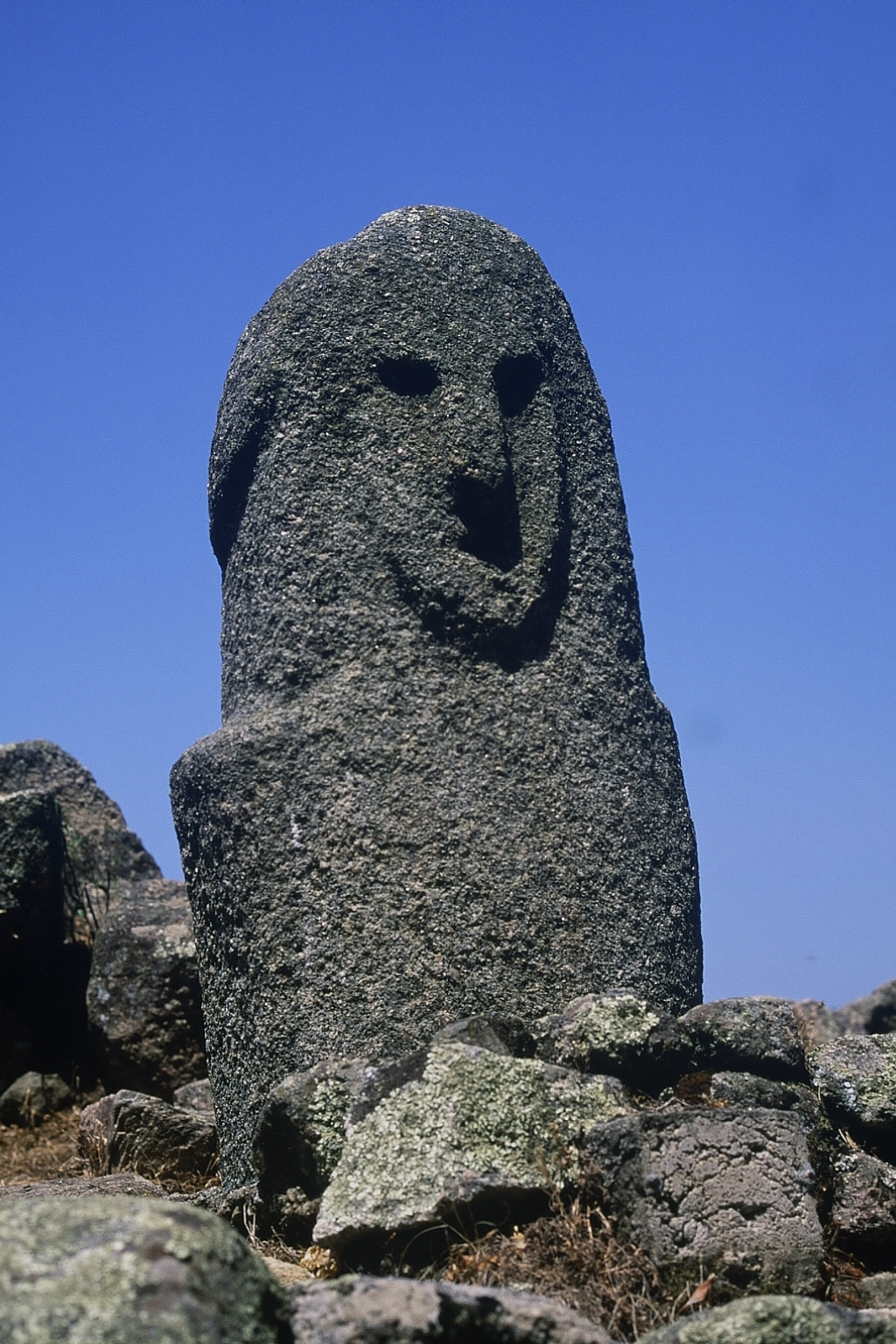
Statue-menhir de Filitosa IX.

Les statues-menhirs du groupe corse regroupent une centaine de statues-menhirs découvertes dans les deux départements de la Corse. Elles se distinguent des autres groupes de statues-menhirs connus en Europe et sur le pourtour du bassin méditerranéen par leur hauteur plus grande, leur grande homogénéité stylistique, une iconographie originale et une chronologie particulière. Elles constituent une des caractéristiques les plus spectaculaires et le stade ultime du mégalithisme en Corse.

## Historique
Quelques statues-menhirs corses étaient connues de longue date. Prosper Mérimée a ainsi décrit la stantara d'Apricciani dès 1840 dans ses Notes d'un voyage en Corse qu'il identifie comme une « idole des Maures ». Dans son inventaire de 1931, le commandant Octobon décrit le groupe corse, avec seulement six statues connues à l'époque, comme « assez pauvre ». À partir des années 1950, les découvertes de Roger Grosjean lui ont permis d'établir un premier inventaire et de proposer une première datation de ces statues, en distinguant une première période (fin du IIIe millénaire av. J.-C.) correspondant aux statues non armées et une seconde période correspondant aux statues armées (entre 1 500 et 1 000 av. J.-C.).
Les travaux de Roger Grosjean ont aussi contribué dans les années 1960 à l'essor de la « théorie des Shardanes » visant à une interprétation globale de l'évolution historique de la Corse du Néolithique à l'âge du Bronze. Cette théorie explique l’apparition des statues-menhirs et des sites fortifiés torréens en Corse, qui constituent des éléments nouveaux marquant une rupture à la fin du Bronze ancien, comme un témoignage du conflit qui aurait opposé la population autochtone à des envahisseurs d'origine shardane, qui, après leur défaite vers 1 200 av. J.-C face à Ramsès III, se seraient dispersés sur les rivages de la Méditerranée, notamment en Corse et en Sardaigne. Selon Grosjean, les armements représentés sur les statues-menhirs de Corse, principalement à Filitosa et Cauria, n'appartiendraient pas aux populations locales et seraient comparables à ceux figurés sur les bas-reliefs de Médinet Habou représentant la bataille navale entre Ramsès III et les Peuples de la mer. Les statues auraient été érigées par les envahisseurs pour célébrer leur victoire sur ces envahisseurs, ceux-ci les auraient brisées et réemployées dans leurs constructions (Filitosa). Dès son origine, cette théorie fut contestée, car elle ne résistait pas à une comparaison stricte entre les représentations de Médinet Habou et celles figurées sur les statues-menhirs corses mais elle connût pourtant un grand succès. Au début des années 1990, la découverte à Terrina, par l'équipe de Gabriel Camps d'une culture locale (Terrinien) présente sur toute l'île, qui maîtrisait les productions métalliques dès le milieu du IIIe millénaire av. J.-C. et produisait des armes identiques à celles représentées sur les statues-menhirs conduit à l'abandon définitif de la théorie des Shardanes puisqu'il était démontré qu'il n'y avait pas eu de rupture à la fin du Bronze ancien. À partir des années 1990, les travaux réalisés dans la basse vallée du Taravo et sur le plateau de Cauria permettent de compléter les inventaires, de multiplier les questionnements et démontrent que les statues-menhirs et les constructions torréennes ont été dressés par le même groupe humain.

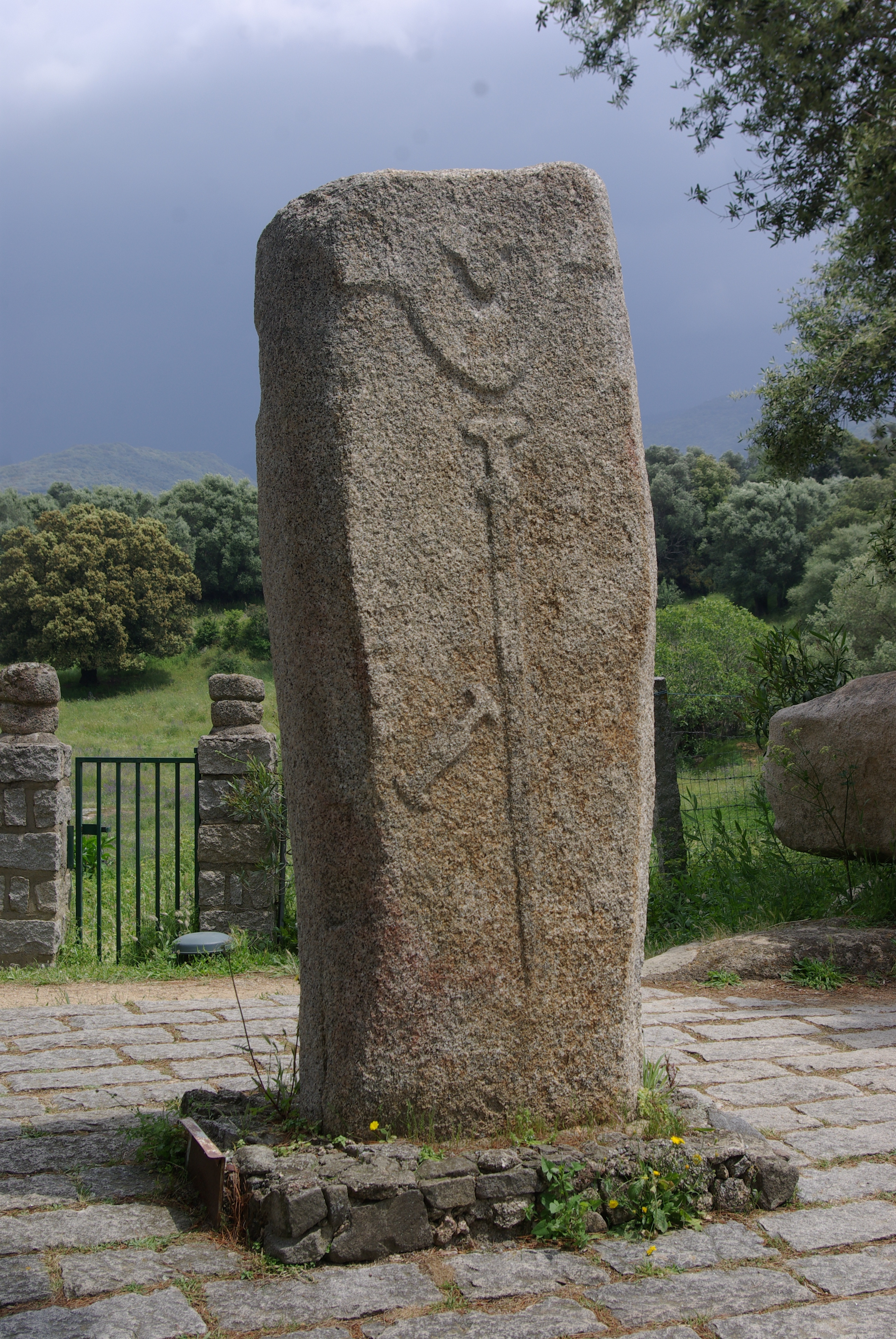
Statue-menhir de Filitosa V.

## Caractéristiques générales
Une centaine de statues-menhirs (96 statues-menhirs et 14 menhirs-stèles) sont recensées sur l'île où elles sont réparties dans presque tout le territoire de l'île, avec toutefois une forte densité au sud, depuis le littoral jusqu'à la moyenne montagne, avec une préférence pour les milieux ouverts (plateaux, vallées). En fonction du substrat rocheux local, elles ont été réalisées en arkose, en calcaire, en schiste mais la plupart sont en granite. Les statues-menhirs ont été sculptées en ronde-bosse ou en bas-relief.

### Caractères anthropomorphes
Les statues-menhirs de Corse sont les plus grandes du bassin méditerranéen avec une hauteur variant entre 2,20 m et 3,74 m. En tenant compte de la partie enterrée (0,40 à 0,50 m) une fois dressée, leur hauteur est alors sensiblement comparable ou supérieure à celle d'un homme. Avec leurs formes régulières, à l'anthropomorphisme fortement marqué, de plus en plus réaliste avec le temps et accentué par la représentation d'attributs vestimentaires et d'armes, « nulle part le terme de statues-menhirs n'est aussi bien adapté ». Leur grande homogénéité stylistique traduit une codification iconographique commune à l'ensemble des groupes humains de l'île,. Les variations stylistiques sont mineures (esthétique générale) hormis pour les attributs vestimentaires). Les variations esthétiques correspondent à la morphologie du bloc rocheux utilisé ou à un niveau de schématisation plus ou moins accru des caractères anthropomorphes et des attributs. 
La tête est ainsi parfois confondue avec le tronc et la statue s'apparente à une borne, alors que d'autres fois, elle est nettement séparée du tronc avec un cou bien dégagé. Les visages sont de forme ovale, quelquefois très allongé, mais très homogènes dans leur composition. Les yeux sont en creux, le nez allongé est en relief. La bouche est systématiquement représentée,, soit fermée par un simple trait horizontal, soit ouverte par une forme ovalaire creuse. Les oreilles sont parfois présentes sous des formes proéminentes (Niolu-Sagona, Nebio) ou plus courtes (groupes du sud-ouest). Presque toutes les statues comportent un épaississement sur la partie supérieure de la tête, reconnu successivement comme un casque, un couvre-chef ou la chevelure, mais seules trois statues-menhirs présentent des creux au niveau des tempes dont Roger Grosjean pensait qu'ils étaient destinés à accueillir des cornes réelles.
Il existe quelques représentations de seins sous forme de cupules ou de protubérance hémisphériques (Castaldu, groupe de Sagone) mais aucune du sexe. Seules six statues possèdent des bras mais les jambes sont toujours absentes,. C'est au niveau du thorax et du dos que la diversité stylistique est la plus forte. Dans le dos, une quinzaine de statues comportent une représentation de la colonne vertébrale, toujours représentée en creux, et des omoplates toujours représentées en relief. Des gravures curvilignes « en arêtes de poisson » enveloppant le torse ou le dos (Filitosa X et XIII, Scalsa Murta) sont interprétées comme une représentation des côtes ou comme celle d'une cuirasse (Grosjean), les deux hypothèses étant elles-mêmes compatibles. Les statues-menhirs du groupe corse sont asexuées. L'absence d'arme et l'existence de cupules figurant les seins sur certaines statues du nord de l'île ont pu conduire Joseph Cesari à envisager qu'il s'agissait de statues-menhirs féminines, mais l'existence d'« une coiffe », interprétée comme un casque à protections latérales, invalide cette hypothèse.

### Représentation des armes
Les attributs représentés sont rares, il s'agit principalement de représentations d'armes, particulièrement réalistes (épée, poignard), parfois associées à des baudriers qui constituent parfois le seul motif de décor de la statue (Pozzone, Palaghju, Apazzu, Cauria V et VII). 41 statues-menhirs armées totalisent 45 armes (28 épées, 12 poignards, 4 fragments de lames, 1 flèche). Les lances ne sont jamais représentées alors même qu'elles sont fréquentes dans le mobilier archéologique. Épées et poignards sont figurés côté face, la plupart du temps verticalement (suspendus ou non à un baudrier) plus rarement de biais (poignards principalement), certaines dans un fourreau, parfois dans des positions peu réalistes pouvant résulter soit d'une contrainte liée à la sculpture du matériau, soit d'une volonté de mise en valeur (arme de prestige).
Beaucoup de statues ne sont pas armées, y compris dans le sud de l'île (Appriciani, Tarvo, Tavera, U Scumunicatu, U Nativu, Nuvallela, Piève, Murtola). Il est probable que l'existence ou l'absence de ces attributs guerriers distinguent des personnages de statuts différents. Ces armes étant gravées ou sculptées en faible relief mais ces attributs peuvent aussi avoir été jadis représentés d'une autre manière (peinture) plusieurs statues-menhirs ayant été découvertes avec des restes de colorations rouges (Cauria, Filitosa). L'hypothèse a aussi été émise que les armes avaient été ajoutées postérieurement à l'érection du monument.

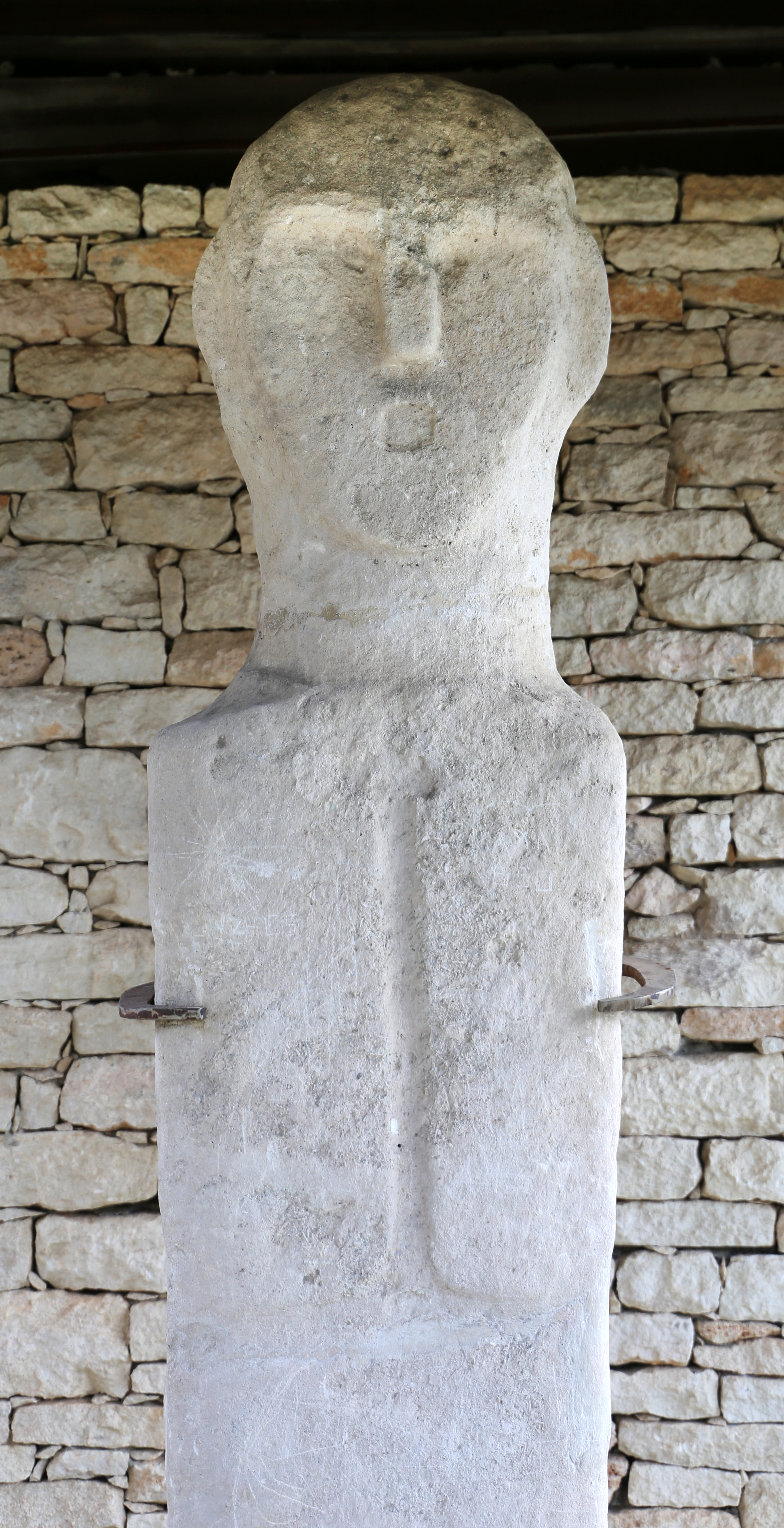
Statue-menhir d'U Nativu.

### Sous-groupes régionaux
Compte tenu de leur répartition géographique et de leurs caractéristiques morphologique et iconographique, notamment au travers de la présence ou de l'absence de représentations d'armes, les statues-menhirs de Corse sont parfois classées dans quatre sous-groupes, deux au nord (groupe du Nebbio et groupe de Sagone) et deux dans le sud-ouest de l'île (groupe du Taravo, groupe du Sartenais) :
- le groupe du Nebbio se caractérise par des spécimens aux dimensions plus réduites avec des formes plus géométrique, un cou large, des épaules courtes, une silhouette régulière s’amincissant vers la base. Les caractères anthropomorphes sont plus détaillés (poitrine, oreilles) et un visage traité de manière très réaliste (Capo Castinco) mais la caractéristique principale du sous-groupe est l'absence d'armes.
- le sous-groupe de Sagone comprend des statues déjà plus trapues que celles du Nebbio, où les oreilles sont associées avec une coiffure bombée et arrondie, et qui se singularisent par la représentation du mamelon des seins par de petites cupules.
- le sous-groupe du Taravo est le plus important par le nombre et les sites d'implantation sont très denses comme à Filitosa. Les statues sont grandes, les figurations y sont très schématiques (Filitosa X et XV) ou au contraire très réalistes (Filitosa VI, IX, XIII), pratiquement tous les exemplaires comportent des armes en bas-relief.
- le sous-groupe du Sartenais correspond à des statues, souvent incluses dans les importants alignements mégalithiques du sud-ouest de l'île (Palahgju, Apazzu, I Stantari, Rinaghju), où la densité des sites préhistoriques de toute nature est très forte, à la schématisation très forte avec des statues en forme de borne ou quasi rectangulaires.

## Contexte de découverte
Pour la majorité des statues-menhirs du groupe, le contexte de découverte correspond à celui d'une zone d'exploitation agricole dans les parties basses des vallées et sur de petits plateaux, pour une douzaine d'entre elles (groupe de Nebbiu, région du Niolu) le contexte est plus montagnard et pastoral. Presque tous les monuments ont été dressés en lien avec la topographie, près des voies de passage (gués, cols) ou en liaison avec des sources ou de milieux humides (Rinaghju, I Stantari, Apazzu, Palaghju) bien drainés. Dans les deux tiers des cas, elles ont été dressées près des sites d'habitats fortifiés (Pozzonu, Valle, Curnadoghja, E Collule). « Le réemploi de nombreuses statues dans le parement du monument central de Filitosa constitue un cas isolé ». Certaines ont été dressées en association avec d'autres mégalithes au sein d'alignements mégalithiques en association avec de simples menhirs, d'autres en relation avec des monuments funéraires (Palaghju, Rinaghju, Tavaro).

## Datation
Les statues-menhirs corses constituent l'élément le plus récent et le plus abouti du mégalithisme anthropomorphique corse,. Elles apparaissent vers 1300/1000 av. J.-C. dans le sud-ouest de l'île (plateau de Cauria), soit environ 1800 ans après les statues-menhirs continentales et celles géographiquement plus voisines de Sardaigne, et dans un contexte socioculturel et territorial très différent.
L'homogénéité stylistique des statues suggère que leur réalisation date d'une époque commune mais l'absence ou la représentation des armes contribue à accentuer une distinction entre les statues du nord de l'île et celle du sud. Les armes représentées sur les statues permettent de les dater d'une période comprise entre le Bronze moyen et le Bronze final alors que les statues non armées pourraient dater d'une période plus ancienne comprise entre la fin du Néolithique et le début de l'âge du Bronze. L'apparition de statues-menhirs armées correspond au développement d'« une société hiérarchisée, dont les personnages les plus importants se font représenter en guerriers et participent de façon évidente à l'adoption de nouvelles conceptions territoriales par une monumentalisation de points remarquables du paysage, comme peuvent l'être les carrefours, les gués et les zones aquifères ». L'apparition contemporaine de constructions défensives (castelli, torres) et de représentations d'individus armés évoquent les troubles sociaux que connurent les petites communautés humaines installées sur les rivages méditerranéens à cette époque,.